# العلاقات الأذربيجانية الإيطالية
العلاقات الأذربيجانية الإيطالية هي العلاقات الثنائية التي تجمع بين أذربيجان وإيطاليا.

## مقارنة بين البلدين
هذه مقارنة عامة ومرجعية للدولتين:
| وجه المقارنة                                              | أذربيجان        | إيطاليا                                                  |
| --------------------------------------------------------- | --------------- | -------------------------------------------------------- |
| المساحة (كم2)                                             | 86.60 ألف       | 301.34 ألف                                               |
| عدد السكان (نسمة)                                         | 10.00 مليون     | 60.60 مليون                                              |
| الكثافة السكانية (ن./كم²)                                 | 115.47          | 201.1                                                    |
| العاصمة                                                   | باكو            | روما، فلورنسا، تورينو                                    |
| اللغة الرسمية                                             | اللغة الأذرية   | اللغة الإيطالية                                          |
| العملة                                                    | مانات أذربيجاني | يورو، ليرة إيطالية                                       |
| الناتج المحلي الإجمالي (بليون دولار)                      | 40.75 مليار     | 1.93 تريليون                                             |
| الناتج المحلي الإجمالي (تعادل القوة الشرائية) بليون دولار | 171.56 مليار    | 2.26 تريليون                                             |
| الناتج المحلي الإجمالي الاسمي للفرد دولار أمريكي          | 5.50 ألف        | 29.96 ألف                                                |
| الناتج المحلي الإجمالي للفرد دولار أمريكي                 | 17.52 ألف       | 35.46 ألف                                                |
| مؤشر التنمية البشرية                                      | 0.751           | 0.873                                                    |
| رمز المكالمات الدولي                                      | +994            | +39                                                      |
| رمز الإنترنت                                              | .az             | .it                                                      |
| المنطقة الزمنية                                           | ت ع م+04:00     | توقيت وسط أوروبا، ت ع م+01:00، ت ع م+02:00، أوروبا/روما ‏ |

## مدن متوأمة
في ما يلي قائمة باتفاقيات التوأمة بين مدن أذربيجانية وإيطالية:
- ترتبط باكو مع البندقية باتفاقية توأمة منذ 1985.[15][15][15][15]
- ترتبط سومقاييت مع باري باتفاقية توأمة منذ 1987.

## منظمات دولية مشتركة
يشترك البلدان في عضوية مجموعة من المنظمات الدولية، منها:
| علم المنظمة | اسم المنظمة                               | تاريخ انضمام أذربيجان | تاريخ انضمام إيطاليا |
| ----------- | ----------------------------------------- | --------------------- | -------------------- |
|             | يونسكو                                    | 3 يونيو 1992          | ?                    |
|             | مؤسسة التمويل الدولية                     | 11 أكتوبر 1995        | 27 ديسمبر 1956       |
|             | المركز الدولي لتسوية المنازعات الاستشارية | 18 أكتوبر 1992        | 28 أبريل 1971        |
|             | مجلس أوروبا                               | 25 فبراير 2001        | 5 مايو 1949          |
|             | بنك التنمية الآسيوي                       | 1999                  | 1966                 |
|             | منظمة حظر الأسلحة الكيميائية              | ?                     | ?                    |
|             | مؤسسة التنمية الدولية                     | 31 مارس 1995          | 24 سبتمبر 1960       |
|             | منظمة الأمن والتعاون في أوروبا            | 30 يناير 1992         | 25 يونيو 1973        |
|             | وكالة ضمان الاستثمار متعدد الأطراف        | 23 سبتمبر 1992        | 29 أبريل 1988        |
|             | الاتحاد البريدي العالمي                   | ?                     | ?                    |
|             | الاتحاد الدولي للاتصالات                  | 10 أبريل 1992         | 1866                 |
|             | منظمة الشرطة الجنائية الدولية             | ?                     | ?                    |
|             | الأمم المتحدة                             | 2 مارس 1992           | 14 ديسمبر 1955       |
|             | البنك الدولي للإنشاء والتعمير             | 18 سبتمبر 1992        | 27 مارس 1947         |

## وصلات خارجية
- موقع وزارة الخارجية الأذربيجانية
- موقع وزارة الخارجية الإيطالية